# Puhovke
puhovke (znanstveno ime Battarrea) so rod gliv iz družine kukmark (Agaricaceae).

## Seznam puhovk Slovenije[2]
- lupinasta puhovka (Battarrea phalloides)